# Рот, Денизе
Денизе Рот (нем. Denise Roth; род. 12 сентября 1988 года, Берлин, Германия) — немецкая конькобежка. Призёр чемпионата мира по конькобежному спорту среди юниоров 2008 года. Участница зимних Олимпийских игр 2014 года.

## Биография
Денизе Рот родилась в столице Германии — Берлине, где и начала в 1996 году тренироваться на базе клуба «Turn und Sportverein Vorwärts 1891 Mylau (TSM)» в возрасте 7-ми лет. Её отец Рейнер Рот был конькобежцем и тренером. В своём клубе тренировалась под руководством Клауса Эберта (нем. Klaus Ebert), а в национальной сборной — Яна ван Веена (нидерл. Jan van Veen). 
В 2003 году заняла 3-е место в многоборье на чемпионате Германии среди юниоров, а через год стала 2-й в спринте. Следующую медаль национального первенства завоевала в 2006 году, выиграв "золото" в многоборье среди юниоров 16/17 лет. Рот в 2008 году завоевала "серебро" в командной гонке на чемпионате мира среди юниоров в Чанчуне.. Уже в 2009 году заняла 3-е место в многоборье на чемпионате Германии на взрослом уровне, что позволило ей попасть в национальную сборную.
В 2010 году она выиграла чемпионат Германии в спринте до 23-х лет и дебютировала на Кубке мира. Через год стала третьей в спринте на национальном чемпионате. В октябре 2013 года заняла 3-е место на дистанции 500 м на чемпионате Германии и отобралась на олимпиаду 2014 года. В январе 2014 она заняла 15-е место в спринте на чемпионате мира в Нагано.
На зимних Олимпийских играх 2014 Рот была заявлена для участия в забеге на 500 м. 11 февраля 2014 года она завершила свой забег на 500 м с результатом 77.78 (+3.08). В общем итоге она заняла 21-е место. В ноябре 2014 года она заняла 2-е место на дистанции 500 м и 3-е на 1000 м в чемпионате Германии, а в январе 2015 года выиграла "бронзу" в спринтерском многоборье. 
В октябре 2015 на чемпионате Германии на отдельных дистанциях выиграла в забеге на 500 м и заняла 2-е место в беге на 1000 м. В 2016 году Денизе завоевала золотую медаль в спринтерском многоборье на чемпионате Германии.

## Личная жизнь
Денизе Рот с 2008 по 2012 год обучалась в одном из университетов Бундесполиции и получила специальность — бундесполицейской..